# ピルビン酸エチル
ピルビン酸エチル（英: Ethyl pyruvate）はピルビン酸のエステルの一種であり、フローラル香ないしフルーツ香をもつ無色の液体である。

## 用途
化粧品分野では保湿剤や美白剤、工業用としては医薬品・農薬の中間体や電子材料用溶剤となる。香料分野ではアカシアなどのフローラル系調合香料、フルーティ・フローラルなトップノートをもつ保留剤、食品用ではラム酒やワイン、メープル、キャラメル、チョコレートなどのフレーバーとして20-150ppmほど使用される。

## 製法

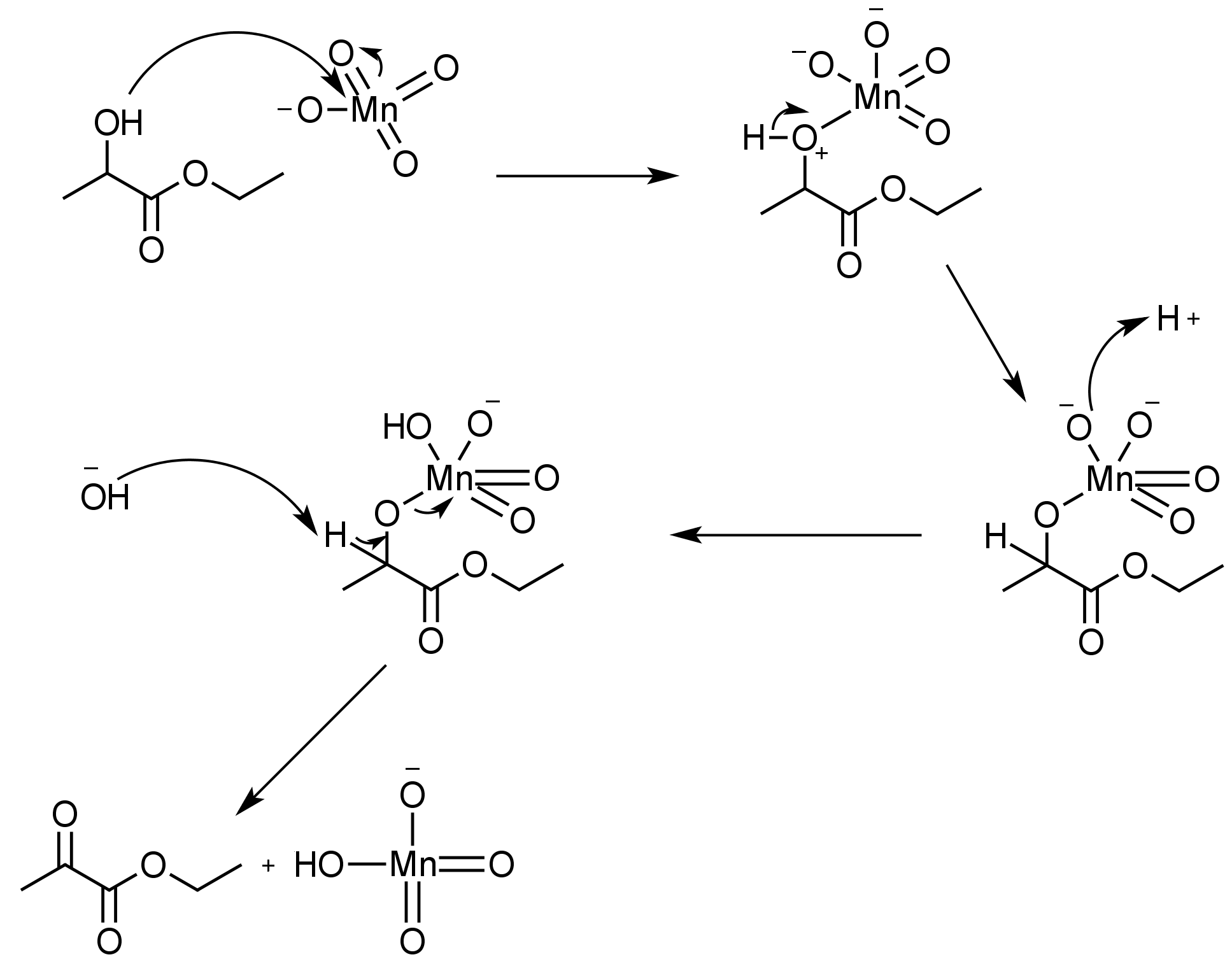
過マンガン酸塩を用いた、乳酸エチルの酸化反応

乳酸エチルを酸化させることにより得られる。

## 安全性
日本の消防法では危険物第4類・第2石油類（非水溶性）に分類される。